# Hechtia galeottii
Espèce
Classification phylogénétique
Hechtia galeottii est une espèce de plantes de la famille des Bromeliaceae, endémique du Mexique.